# Oxicloruro de californio
El oxicloruro de californio (CfOCl) es una sal radiactiva descubierta por primera vez en cantidades mensurables en 1960. Está compuesta de un solo catión de californio y oxicloruro que consta de un cloruro y un anión óxido. Fue el primer compuesto de californio aislado.

## Características físicas
El cloruro de californio a temperatura ambiente es un sólido de color claro que tiene una estructura cristalina tetragonal, con constantes reticulares a = 395,6 ± 0,2 pm yc = 666 ± 0,9 pm.